# Catocala somnus
Catocala somnus là một loài bướm đêm trong họ Erebidae.